# Bland (Virginia)
Bland település az Amerikai Egyesült Államok Virginia államában, Bland megyében, melynek megyeszékhelye is. Lakosainak száma 383 fő (2020. április 1.).

## Népesség
A település népességének változása:

| 2010 | 409 |
| 2020 | 383 |